# День сотрудника органов следствия Российской Федерации

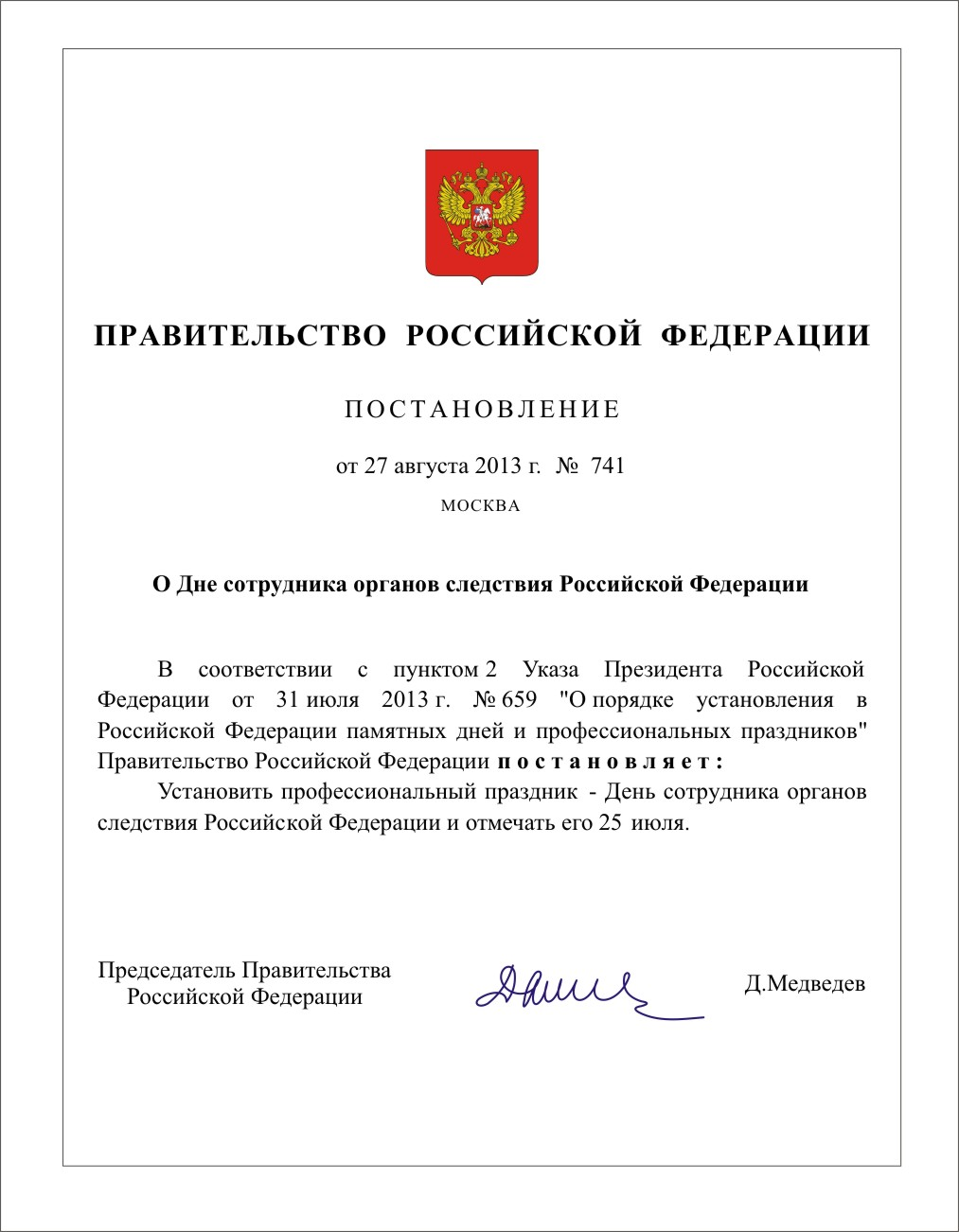
Постановление Правительства Российской Федерации от 27 августа 2013 г. № 741 «О дне сотрудника органов следствия Российской Федерации».

День сотрудника органов следствия Российской Федерации — это профессиональный праздник сотрудников и работников Следственного комитета Российской Федерации, сотрудников и работников следственных подразделений Министерства внутренних дел и Федеральной службы безопасности Российской Федерации. Ежегодно отмечается 25 июля.

## История профессионального праздника
День сотрудника органов следствия Российской Федерации отмечается начиная с 2014 года, в соответствии с Постановлением Правительства Российской Федерации от 27 августа 2013 г. № 741 «О дне сотрудника органов следствия Российской Федерации».

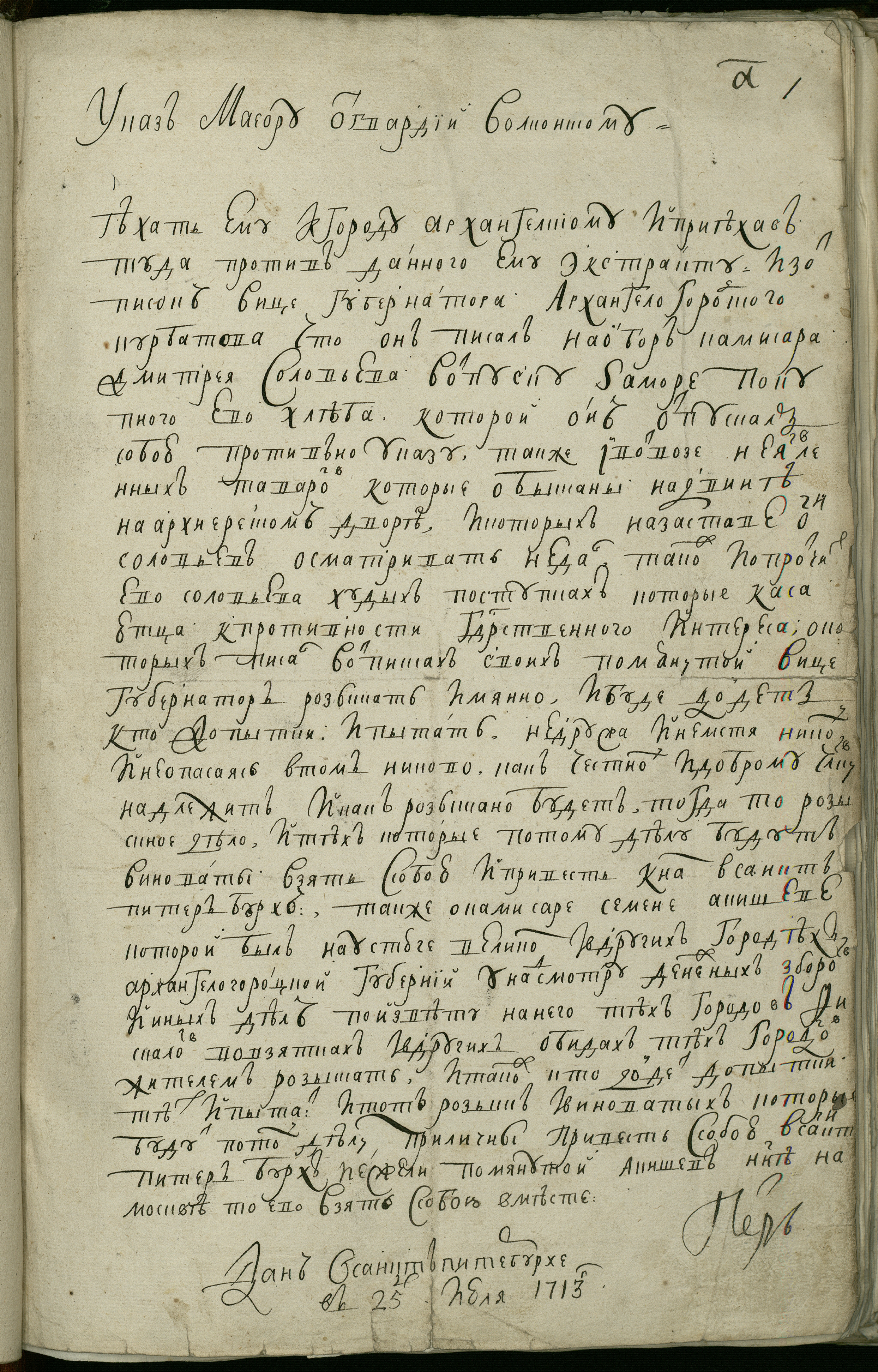
Указ Петра I «О создании следственной канцелярии гвардии майора М. И. Волконского» от 25 июля 1713 года.

Начавшаяся ещё в середине прошлого века дискуссия учёных-правоведов о необходимости создания единого органа предварительного следствия и неоднократно озвученная в наши дни, получила закономерное продолжение в результате установлении единого праздника для всех следователей. Предложенный Следственным комитетом Российской Федерации проект постановления Правительства РФ, получил поддержку в Министерстве внутренних дел Российской Федерации, Федеральной службе безопасности Российской Федерации, Федеральной службе Российской Федерации по контролю за оборотом наркотиков.
Выбор указанной даты обусловлен тем, что в этот день 25 июля 1713 года был издан именной указ Петра I «О создании следственной канцелярии гвардии майора М. И. Волконского», руководителем которой назначен гвардии майор Семёновского полка Михаил Иванович Волконский. Названная «майорская» следственная канцелярия, как установил доктор исторических наук Серов Дмитрий Олегович, явилась первым государственным органом России, подчинённым непосредственно главе государства и наделённым полномочиями по проведению предварительного следствия.
«Майорские» следственные канцелярии подчинялись непосредственно Петру I и разбирали дела о наиболее опасных коррупционных деяниях. К их числу относились проступки, посягающие на основы государственности: взяточничество, казнокрадство, служебные подлоги, мошенничество. Следственные органы, зависимые только от императора, могли оставаться беспристрастными и объективными даже в отношении высокопоставленных должностных лиц.
Федеральный закон «О Следственном комитете Российской Федерации» впервые за 300 лет вернул модель развития следственных органов к идее Петра I. Этот документ установил, что руководство деятельностью комитета осуществляет глава государства. В настоящее время Следственный комитет Российской Федерации не входит в структуру ни одного из органов государственной власти.
Тот факт, что 25 июля 2013 года исполнилось 300 лет со дня издания данного указа, позволил Следственному комитету Российской Федерации пополнить наградную ведомственную систему новой медалью (Приказ Следственного комитета Российской Федерации от 21.06.2013 г. № 39 «Об учреждении памятной медали Следственного комитета Российской Федерации „300 лет первой следственной канцелярии России“»).